# Urubamba
Urubamba (španělsky Río Urubamba) je řeka v centrální části Peru, v Jižní Americe. Je 725 km dlouhá.

## Průběh toku
Pramení pod názvem Vilcanota na rozvodném masívu v Centrálních Andách. Protéká v hlubokých kaňonech, které rozdělují hřbety Viclabamba a Vilcanota. Stéká se s řekou Tambo (dolní tok Apurímacu) a vytváří řeku Ucayali (povodí Amazonky).

## Vodní režim
Nejvyšší vodnosti dosahuje od prosince do února.

## Využití
Využívá se k zisku vodní energie. Nad soutěskami, kterými řeka protéká, se nacházejí ruiny Machu Picchu.

## Fotogalerie

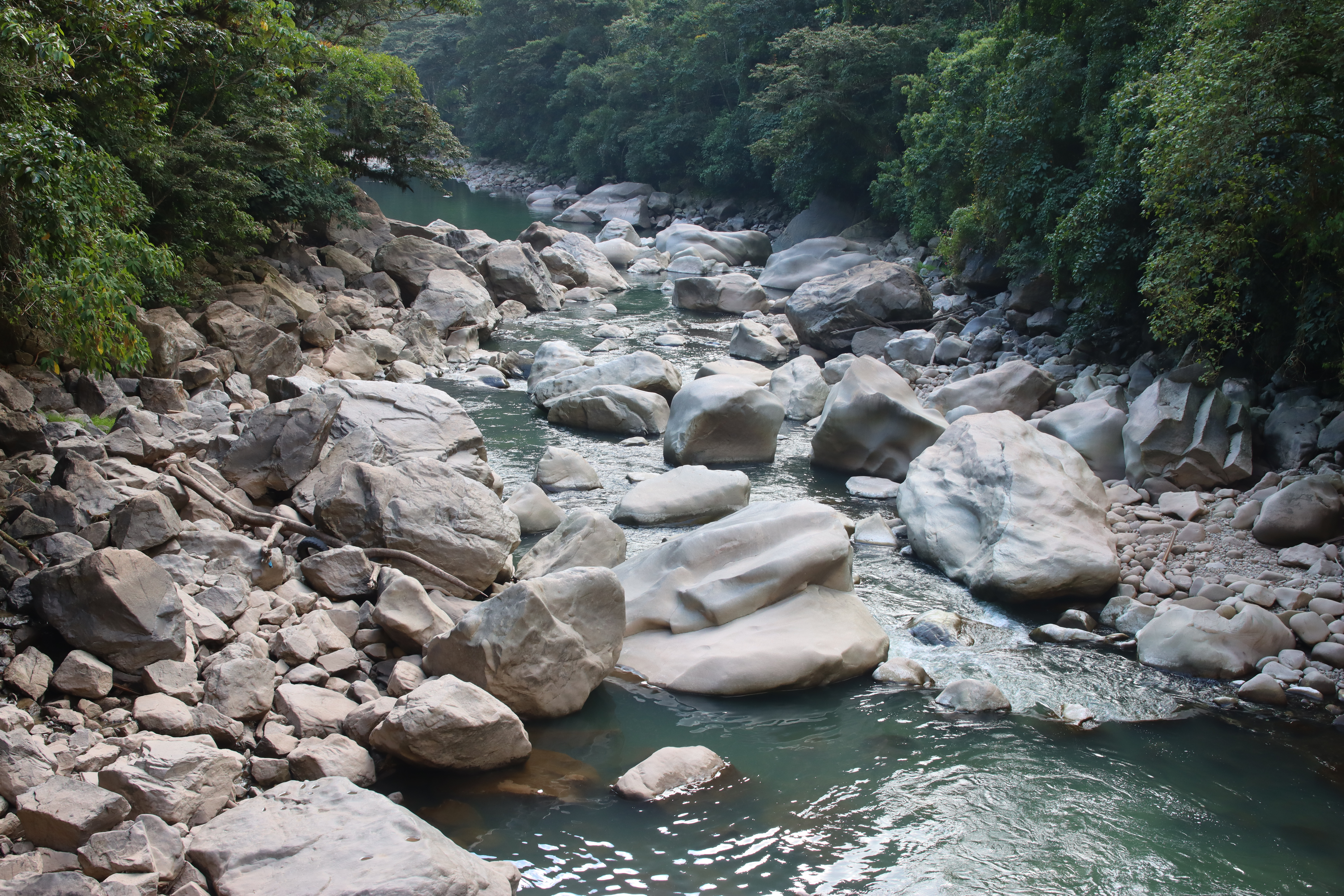
Kamenité dno řeky poblíž Aguas Calientes
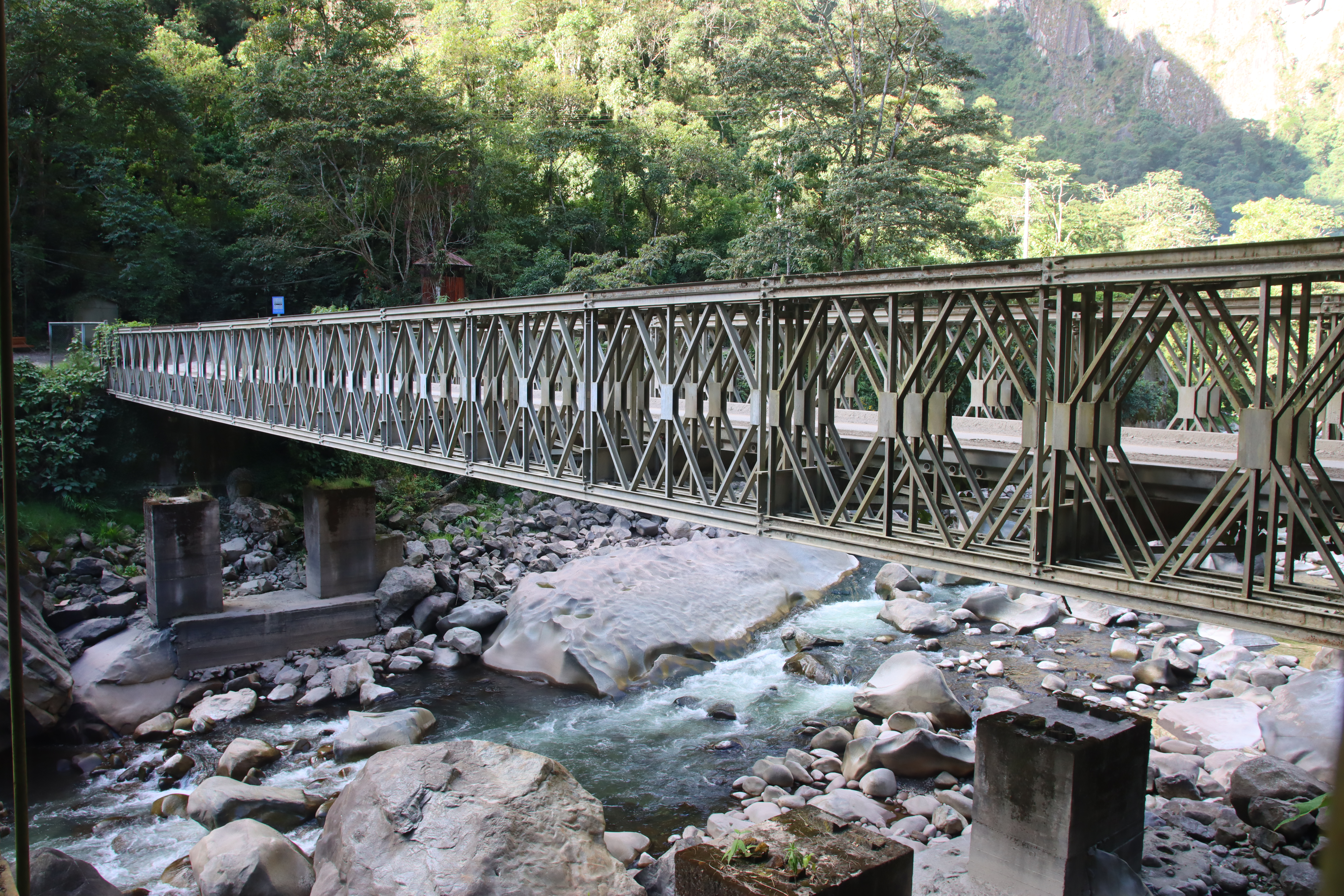
Most vedoucí přes řeku k Machu Picchu
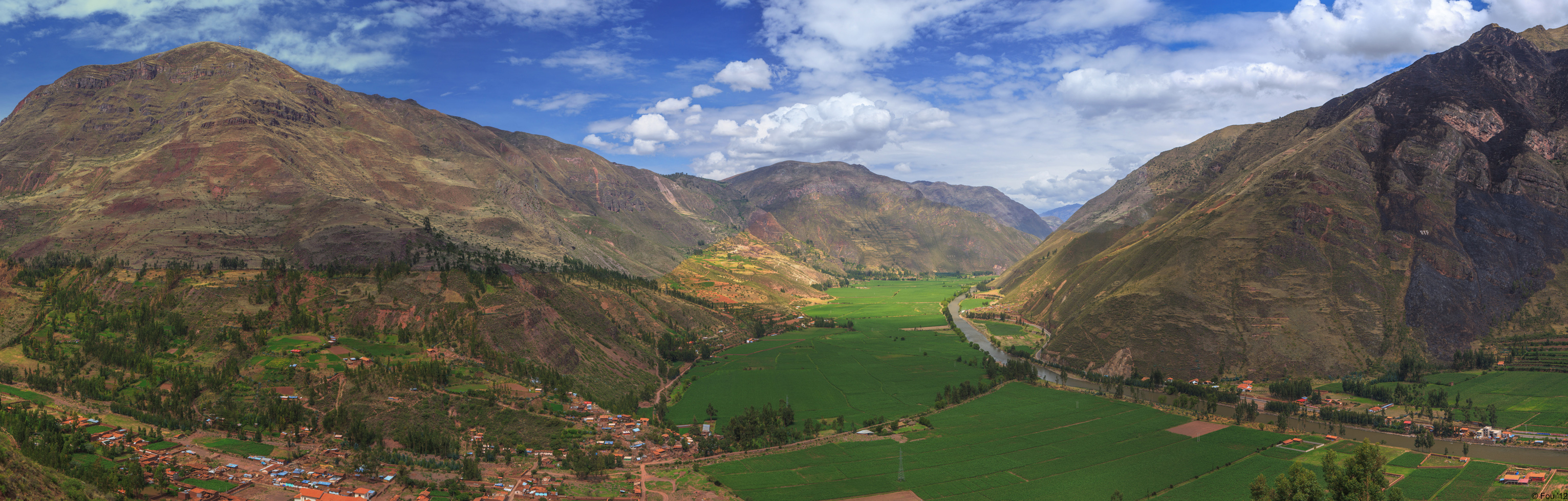
Posvátné údolí Inků, vpravo Urubamba
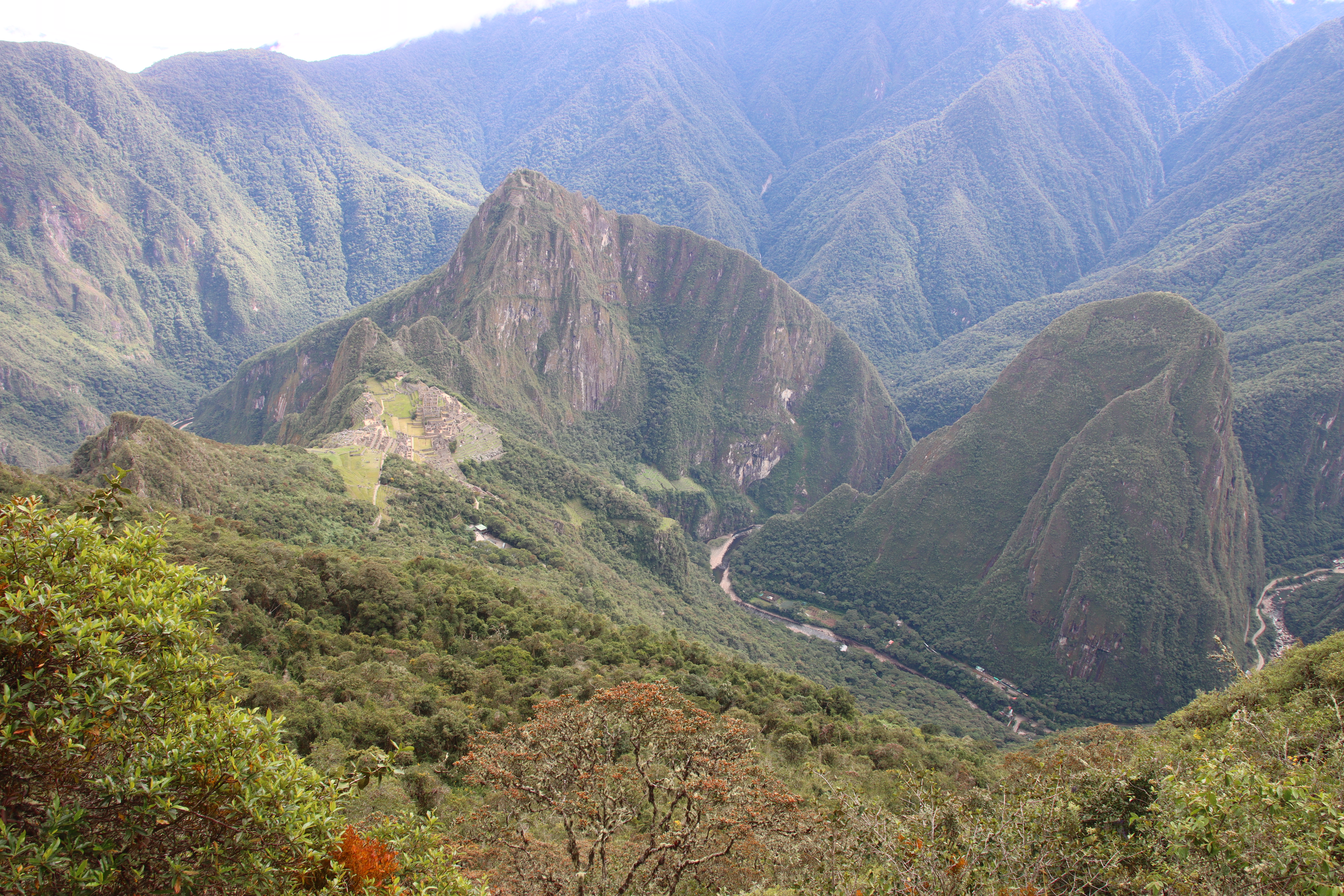
Urubamba vlnící se kolem Machu Picchu